# Praia do Micondo
A Praia do Micondo é uma praia do Arquipélago de São Tomé e Príncipe, localiza-se a Este da ilha de São Tomé entre a Praia de Angra Toldo e o Ilhéu Catarino, próxima à localidade Colónia Açoriana.